# Onthophagus polyphemi
Onthophagus polyphemi é uma espécie de inseto do género Onthophagus, família Scarabaeidae, ordem Coleoptera.
Foi descrita cientificamente por Hubbard em 1894.